# Ichthybotus bicolor
Ichthybotus bicolor är en dagsländeart som beskrevs av Tillyard 1923. Ichthybotus bicolor ingår i släktet Ichthybotus och familjen sanddagsländor. Inga underarter finns listade i Catalogue of Life.